# Бушково (Архангельская область)
Бушково — деревня в Холмогорском районе Архангельской области.

## География
Находится в центральной части Архангельской области на расстоянии приблизительно 3 км на северо-восток по прямой от районного центра села Холмогоры в юго-западной части острова Куростров в пойме реки Северная Двина.

## История
В 1905 году здесь (деревня Холмогорского уезда) было учтено 7 дворов. До 2022 года входила в Холмогорское сельское поселение до его упразднения.

## Население
Численность населения: 44 человека (1905 год), 0 как в 2002 году, так и в 2010.